# Ի
La Ի, minuscolo ի, è l'undicesima lettera dell'alfabeto armeno. Il suo nome è ինի, ini (armeno [ini]).
Rappresenta foneticamente la vocale anteriore chiusa non arrotondata [i].

## Codici
- Unicode:
  - Maiuscola Ի : U+053B
  - Minuscola ի : U+056B